# Recopa Sul-Americana de 2019
A Recopa Sul-Americana de 2019, oficialmente CONMEBOL Recopa 2019, foi a 26.ª edição do torneio realizado anualmente pela Confederação Sul-Americana de Futebol (CONMEBOL). Foi disputada entre os atuais vencedores dos dois principais torneios de clubes da América do Sul, a Copa Libertadores e a Copa Sul-Americana.
O River Plate conquistou seu terceiro título ao superar o Athletico Paranaense com um placar agregado de 3–1.

## Participantes
Seguem-se, abaixo, as equipes que disputaram o título.
| Clube                | Cidade       | Classificação                                   | Participações               |
| -------------------- | ------------ | ----------------------------------------------- | --------------------------- |
| River Plate          | Buenos Aires | Campeão da Copa Libertadores da América de 2018 | 4 (1997, 1998, 2015 e 2016) |
| Athletico Paranaense | Curitiba     | Campeão da Copa Sul-Americana de 2018           | Estreante                   |

## Partidas

### Primeiro jogo
| 22 de maio    | Athletico Paranaense | 1 – 0     | River Plate | Arena da Baixada, Curitiba                 |
| 21:30 (UTC−3) | Ruben 24'            | Relatório |             | Público: 30 406 Árbitro: COL Wilmar Roldán |

| Athletico-PR | River Plate |

| G            | 1  | Santos           |       |     |
| LD           | 2  | Jonathan         |       | 64' |
| Z            | 13 | Paulo André      | 70'   |     |
| Z            | 4  | Léo Pereira      | 90+4' |     |
| LE           | 12 | Renan Lodi       |       |     |
| V            | 5  | Wellington       | 75'   | 85' |
| V            | 16 | Bruno Guimarães  |       |     |
| M            | 11 | Nikão            |       |     |
| M            | 3  | Lucho González   |       | 74' |
| M            | 7  | Rony             |       |     |
| A            | 9  | Marco Ruben      |       |     |
| Substitutos: |    |                  |       |     |
| G            | 25 | Caio             |       |     |
| D            | 6  | Márcio Azevedo   |       |     |
| D            | 21 | Lucas Halter     |       |     |
| D            | 23 | Madson           |       | 64' |
| M            | 15 | Erick            |       |     |
| M            | 18 | Léo Cittadini    |       | 74' |
| M            | 20 | Matheus Rossetto |       |     |
| M            | 22 | Thonny Anderson  |       | 85' |
| A            | 8  | Bruno Nazário    |       |     |
| A            | 10 | Marcelo Cirino   |       |     |
| A            | 17 | Braian Romero    |       |     |
| A            | 19 | Vitinho          |       |     |
| Treinador:   |    |                  |       |     |
| Tiago Nunes  |    |                  |       |     |

| G                | 1  | Franco Armani         |       |     |
| LD               | 18 | Camilo Mayada         |       | 60' |
| Z                | 22 | Javier Pinola         |       |     |
| Z                | 21 | Lucas Martínez Quarta | 45+2' |     |
| LE               | 20 | Milton Casco          | 80'   |     |
| V                | 11 | Nicolás De La Cruz    |       |     |
| V                | 24 | Enzo Pérez            |       |     |
| V                | 15 | Exequiel Palacios     |       | 70' |
| M                | 10 | Ignacio Fernández     |       |     |
| A                | 7  | Matías Suárez         | 67'   | 74' |
| A                | 9  | Lucas Pratto          |       |     |
| Substitutos:     |    |                       |       |     |
| G                | 14 | Germán Lux            |       |     |
| G                | 25 | Enrique Bologna       |       |     |
| D                | 2  | Robert Rojas          |       |     |
| D                | 3  | Nahuel Gallardo       |       |     |
| D                | 4  | Fabrizio Angileri     | 88'   | 60' |
| D                | 6  | Luciano Lollo         |       |     |
| D                | 16 | Kevin Sibille         |       |     |
| M                | 5  | Bruno Zuculini        |       | 70' |
| M                | 8  | Jorge Carrascal       |       |     |
| M                | 23 | Leonardo Ponzio       |       |     |
| A                | 19 | Rafael Santos Borré   |       | 74' |
| Treinador:       |    |                       |       |     |
| Marcelo Gallardo |    |                       |       |     |

| Árbitros assistentes: COL Alexander Guzmán COL John Alexander León Quarto árbitro: COL Carlos Herrera Árbitro de vídeo: URU Daniel Fedorczuk Árbitro assistente de vídeo 1: COL Nicolás Gallo Árbitro assistente de vídeo 2: URU Nicolás Tarán |

### Segundo jogo
| 30 de maio    | River Plate                               | 3 – 0     | Athletico Paranaense | Estádio Monumental de Núñez, Buenos Aires |
| 21:30 (UTC−3) | Fernández 64' · Pratto 90' · Suárez 90+4' | Relatório |                      | Árbitro: CHI Roberto Tobar                |

| River Plate | Athletico-PR |

| G                | 1  | Franco Armani         |     |     |
| LD               | 13 | Gonzalo Montiel       | 57' |     |
| Z                | 21 | Lucas Martínez Quarta | 54' |     |
| Z                | 22 | Javier Pinola         |     |     |
| LE               | 4  | Fabrizio Angileri     |     | 85' |
| V                | 23 | Leonardo Ponzio       |     |     |
| V                | 24 | Enzo Pérez            |     |     |
| V                | 15 | Exequiel Palacios     |     | 46' |
| M                | 10 | Ignacio Fernández     |     |     |
| A                | 19 | Rafael Santos Borré   |     | 70' |
| A                | 9  | Lucas Pratto          |     |     |
| Substitutos:     |    |                       |     |     |
| G                | 14 | Germán Lux            |     |     |
| D                | 2  | Robert Rojas          |     |     |
| D                | 3  | Nahuel Gallardo       |     |     |
| D                | 6  | Luciano Lollo         |     |     |
| M                | 5  | Bruno Zuculini        |     |     |
| M                | 8  | Jorge Carrascal       |     |     |
| M                | 11 | Nicolás De La Cruz    |     | 46' |
| M                | 18 | Camilo Mayada         |     | 85' |
| A                | 7  | Matías Suárez         |     | 70' |
| Treinador:       |    |                       |     |     |
| Marcelo Gallardo |    |                       |     |     |

| G            | 1  | Santos           |       |       |
| LD           | 2  | Jonathan         |       | 90+3' |
| Z            | 13 | Paulo André      |       |       |
| Z            | 4  | Léo Pereira      |       |       |
| LE           | 12 | Renan Lodi       | 69'   |       |
| M            | 11 | Nikão            |       | 78'   |
| V            | 5  | Wellington       | 80'   |       |
| V            | 16 | Bruno Guimarães  | 65'   |       |
| M            | 7  | Rony             |       |       |
| M            | 3  | Lucho González   | 45+1' | 86'   |
| A            | 9  | Marco Ruben      |       |       |
| Substitutos: |    |                  |       |       |
| G            | 25 | Caio             |       |       |
| D            | 6  | Márcio Azevedo   |       |       |
| D            | 21 | Lucas Halter     |       |       |
| D            | 23 | Madson           |       |       |
| M            | 15 | Erick            |       |       |
| M            | 18 | Léo Cittadini    |       | 86'   |
| M            | 20 | Matheus Rossetto |       |       |
| M            | 22 | Thonny Anderson  |       |       |
| A            | 8  | Bruno Nazário    |       |       |
| A            | 10 | Marcelo Cirino   |       | 78'   |
| A            | 17 | Braian Romero    |       | 90+3' |
| A            | 19 | Vitinho          |       |       |
| Treinador:   |    |                  |       |       |
| Tiago Nunes  |    |                  |       |       |

| Árbitros assistentes: CHI Christian Schiemann CHI Claudio Ríos Quarto árbitro: CHI Eduardo Gamboa Árbitro de vídeo: PER Diego Haro Árbitro assistente de vídeo 1: PER Víctor Carrillo Árbitro assistente de vídeo 2: PER Jonny Bossío |

## Premiação
| Recopa Sul-Americana de 2019    |
| Argentina                       |
| ------------------------------- |
| River Plate Campeão (3º título) |